# Costa degli Dei

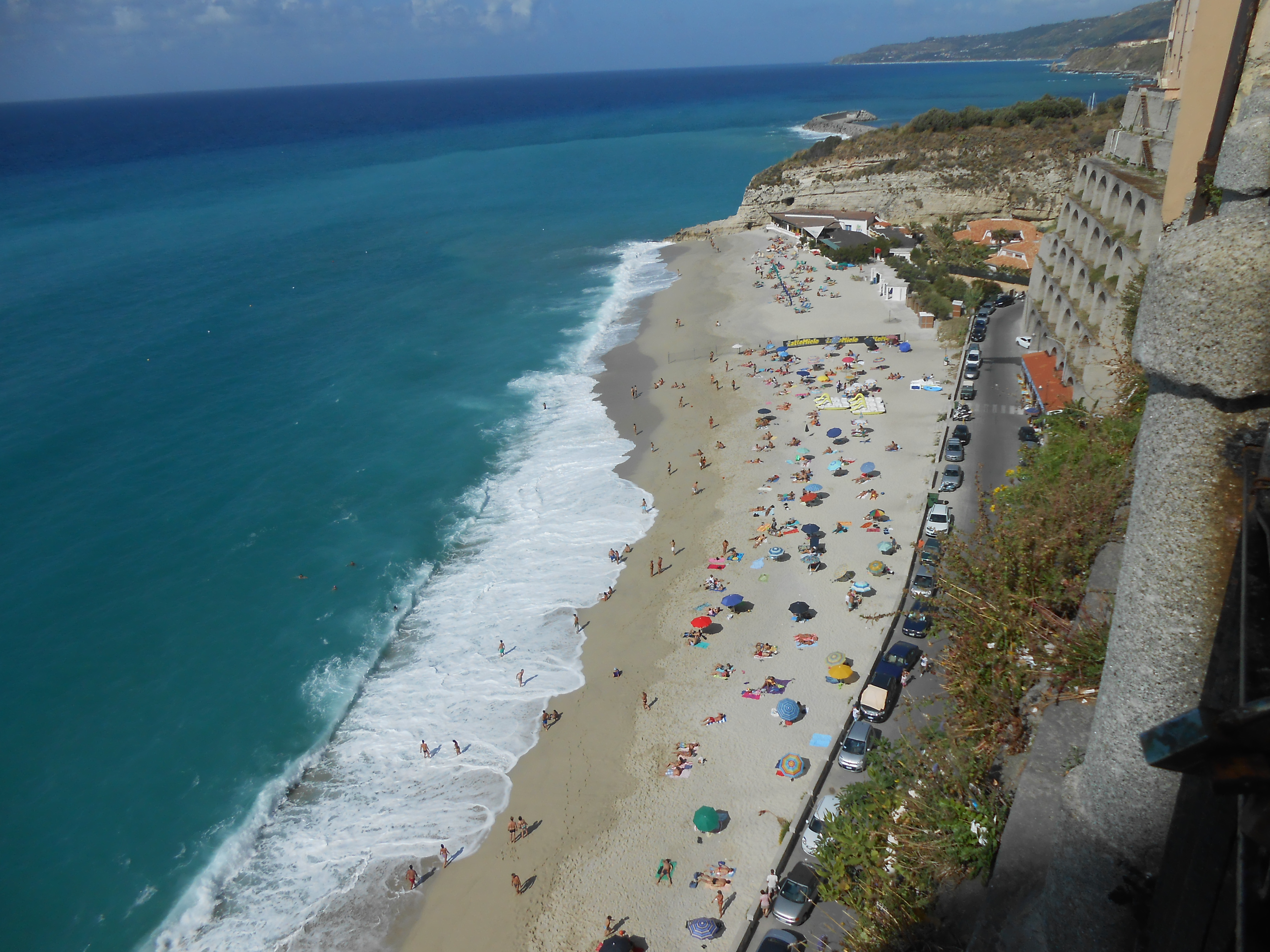
La spiaggia di Tropea

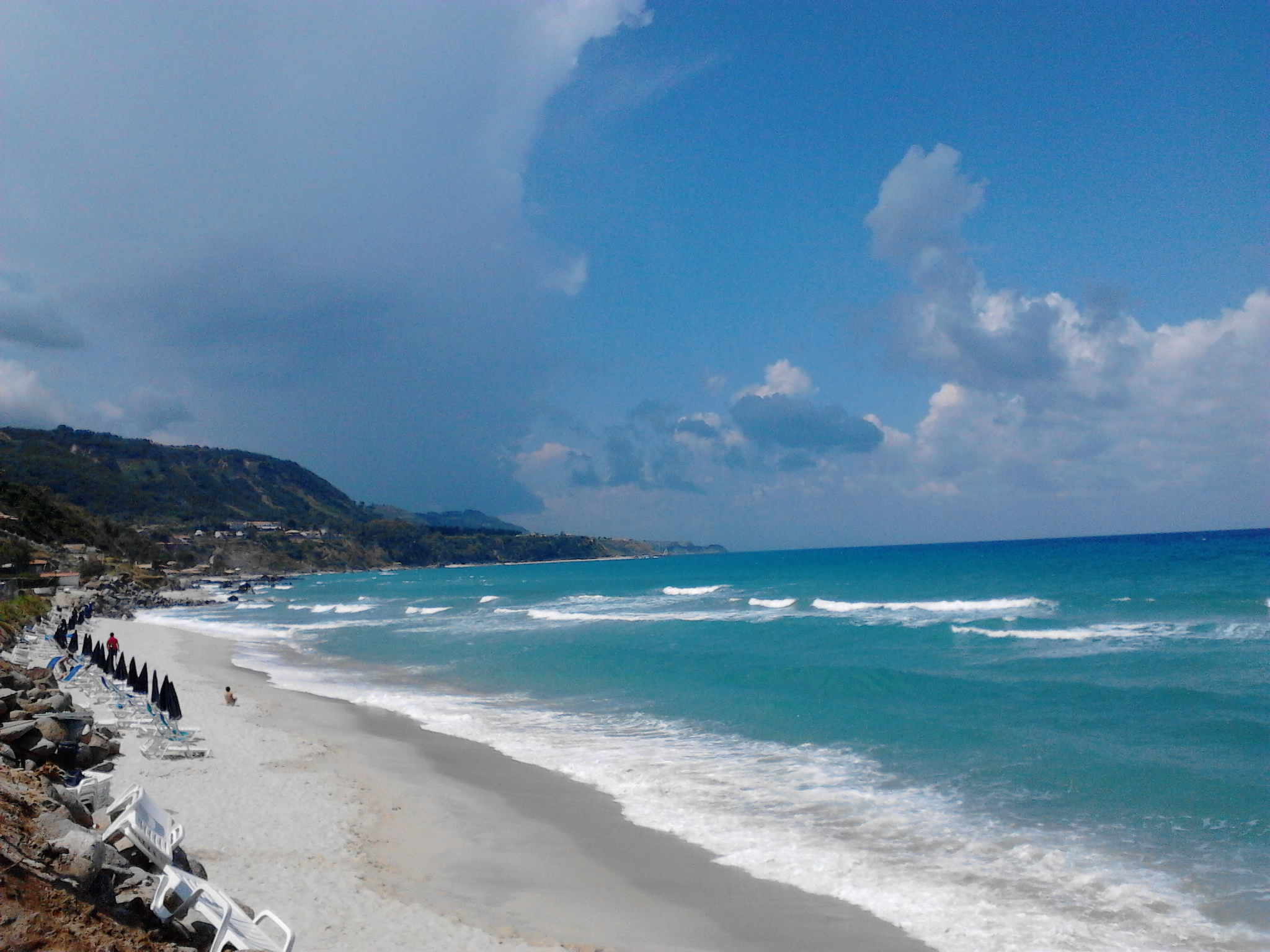
La spiaggia di Parghelia

La Costa degli Dei è il nome con cui si designa un tratto di costa marina del Mar Tirreno meridionale che si estende da Pizzo a Nicotera, cioè l'intero tratto marittimo della provincia di Vibo Valentia, in Calabria. È la parte di costa che delimita il cosiddetto corno di Calabria, lungo circa 55 km, che si presenta con una morfologia variegata.

## Descrizione
Viene chiamata "la Costa degli Dei" perché secondo alcuni miti collegati alla polis greca di Hipponion (odierna Vibo Valentia), anticamente avevano dimora gli dei che la scelsero per la sua bellezza paesaggistica. La costa viene anche chiamata "La Costa Bella" per i suggestivi panorami con le Isole Eolie che distano solo 32 miglia nautiche o più semplicemente "Costa Vibonese". A lunghe spiagge bianche, si succedono rocce frastagliate creando piccole calette raggiungibili solo a piedi o in barca. 
In questo panorama, Tropea riveste un ruolo importantissimo, che la rende una località di elevata vocazione turistica a livello internazionale, tanto da meritare la dicitura "Perla del Tirreno", per la sua bellezza paesaggistica. Altra attrattiva è Capo Vaticano, che riveste un punto di riferimento della realtà turistica vibonese e calabrese. Partendo da nord i comuni che ricadono su questo tratto di costa sono: Pizzo, Vibo Valentia, Briatico, Zambrone, Parghelia, Tropea, Ricadi, Joppolo e Nicotera.

### Comuni
| Stemma | Comuni che fanno parte della "Costa degli Dei" | Popolazione (ab.) | Superficie (km²) |
| ------ | ---------------------------------------------- | ----------------- | ---------------- |
|        | Vibo Valentia                                  | 33 825            | 46,34            |
|        | Pizzo                                          | 9 080             | 22,34            |
|        | Tropea                                         | 6 775             | 3,2              |
|        | Nicotera                                       | 6 778             | 32               |
|        | Ricadi                                         | 4 705             | 22               |
|        | Briatico                                       | 4 054             | 27,76            |
|        | Joppolo                                        | 2 140             | 15               |
|        | Zambrone                                       | 1 826             | 14               |
|        | Parghelia                                      | 1 376             | 8                |

## Infrastrutture e trasporti
Il percorso stradale, che permette di raggiungere tutti i centri, si svolge sulla SS 522. Numerose le corse del treno sulla linea ferroviaria a binario unico, che percorre l'intera costa servendo tutti i comuni, con l'eccezione di Pizzo nella cui città la stazione si trova molto lontana dal centro e dai luoghi turistici, con frequenti partenze dalle stazioni FS di Lamezia Terme fino a quella di Rosarno e viceversa, ma che per un numero di ragioni, tra cui le poche stazioni spesso collocate in posizioni identificate alla fine dell'Ottocento e quindi in nessun modo adeguate allo sviluppo turistico e residenziale successivo, risulta largamente sottoutilizzato.

## Cultura
Secondo diverse antiche fonti letterarie la dea Persefone viveva nell’antica polis di Hipponion (odierna Vibo Valentia). Un giorno mentre raccoglieva dei fiori in compagnia delle sue tre ancelle Ligea, Leucosia e Partenope venne rapita da Ade, dio degli inferi nonché suo zio, il quale la portò nel suo regno per sposarla. Demetra, madre di Persefone, punì le tre ancelle per non aver impedito il rapimento della figlia, trasformandole in sirene, creature che presentavano la parte superiore del corpo di donna e quella inferiore di uccello. Esse, persa la loro umanità, iniziarono ad ammaliare con il loro canto tutti i marinai che navigavano lungo la costa di Hipponion per poi divorarli. Durante il suo viaggio si imbatté nelle tre sirene l’eroe greco Ulisse, il quale ascoltò il loro canto legato all’albero della sua imbarcazione. Non riuscendo nel loro intento ai danni del re di Itaca, le sirene si gettarono in mare per suicidarsi. Priva di vita, Ligea si spiaggiò nello stesso Golfo di Hipponion (oggi Golfo di Sant’Eufemia), Leucosia in quello di Salerno e infine Partenope in quello di Napoli.

### Serie televisive
La Costa degli Dei è citata nella fiction Solo per amore, dove avviene un "incidente" in elicottero. La Costa degli Dei è stata la location della serie TV Rai "Gente di mare".